# Transistors d'electró únic

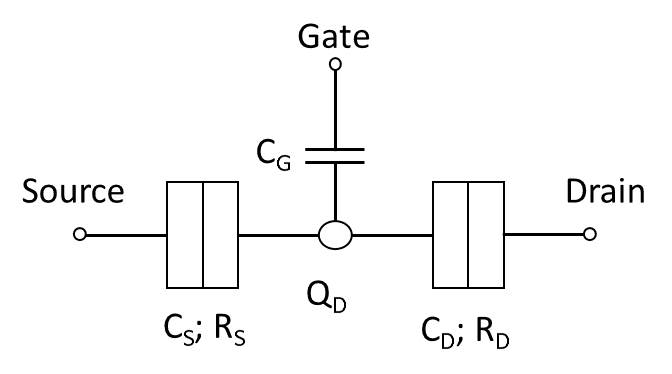
Fig. 1. Esquema bàsic d'un SET, on l'illa conductiva està entre dues unions tunel, les quals son modelades per una capacitat (C_{D} and C_{S}) i una resistencia (R_{D} and R_{S}) en paral·lel.

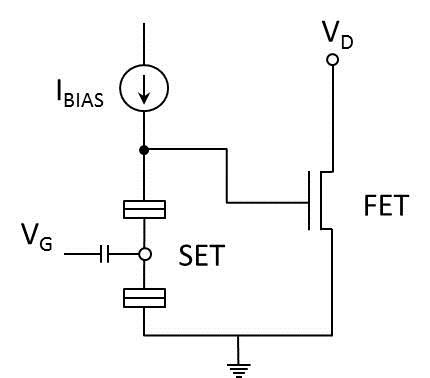
Fig. 2. Esquema del circuit híbrid SET-FET.

El transistor d'electró únic (single-electron transistor, SET) és un dispositiu electrònic basat en l'efecte bloqueig de Coulomb (Coulomb Blockade, CB). En aquest dispositiu l'electró es condueix a través de les d'unions túnel que separen els terminals de font/drenador respecte a un punt quàntic (illa conductiva) que en aquests dispositius actua com a canal de conducció. Cal tenir present que el potencial de l'illa conductiva vindrà modificat per un tercer elèctrode (porta) que està acoblat capacitivament a l'illa de conducció. La Fig. 1 mostra l'esquema bàsic d'un dispositiu SET, on l'illa conductiva està compresa entre les unions tunel, que son modelades per una capacitat (CD i CS) i una resistència (RD i RS) en paral·lel.

## Entorn de treball
El transistor d'electró únic ha guanyat recentment rellevància amb el creixent interès de la indústria per la internet de les coses (IoT) i les aplicacions enfocades a la salut; on un consum energètic ultra-baix és una condició molt important. Conjuntament amb aquest baix consum la nano-electrònica també està interessada en aconseguir unes dimensions dels dispositius en el rang dels nanòmetres aconseguint així una major integració del dispositiu; és per això que el SET ha esdevingut un element molt interessant.
La major diferència conceptual del SET envers el MOSFET recau en el concepte del canal de conducció del dispositiu. Si bé, pel MOSFET el canal de conducció, que es genera entre font i drenador, condueix un munt d'electrons; pel que fa al SET el canal es compon únicament d'una "illa de conducció" o "punt quàntic" (quantum dot, QD) on la conducció és electró a electró. El SET s'aprofita del fenomen anomenat "Coulomb blockade" on la transferència d'electrons es pot fer de forma individual, donat que font i drenador estan separats per una unió túnel (tunnel junction). El funcionament del SET es basa principalment en la "teoria ortodoxa" (orthodox theory) la qual es basa en tres presumpcions:
1. S'ignora la quantificació de l'energia de l'electró dins dels conductors, i.e. l'espectre d'energia es tracta com a continu, fet que és vàlid només si Ek << kBT.
2. El temps (τt) que l'electró triga en superar la barrera s'assumeix com a negligible en comparació amb altres escales temporals. Aquesta presumpció és vàlida per barreres túnels de l'ordre τt ~10-15 s.
3. No es contempla la possibilitat que es produeixin processos túnel simultanis (co-túnel). Aquest fet és vàlid si la resistència de totes les barreres túnel del sistema és molt superior a la resistència quàntica(~26 kΩ), per tal de confinar els electrons a l'illa de conducció.

Els beneficis de l'ús d'un SET, per exemple, major integració i menor consum, es veuen contrarestats pel seu baix nivell de corrent i la necessitat d'operar a baixes temperatures (criogèniques). Això fa que les possible variacions tèrmiques puguin eliminar l'efecte del Coulomb Blockade. És per això que l'energia de càrrega electró-estàtica (e²/C∑) ha de ser superior a kBT, on kB és la constant de Boltzmann i T és la temperatura. Això implica que els valors de capacitat del QD siguin inversament proporcionals a la temperatura d'operació. Així doncs, per resoldre aquest inconvenient s'ha de considerar que la suma dels valors de les capacitats relacionades (C∑) amb el SET estiguin per sota de 1 aF, per assegurar la viabilitat d'operació del SET a temperatura ambient (RT). La capacitat de l'illa està en funció de les dimensions de l'illa. Per això, per fabricar un SET operatiu a temperatura ambient l'illa del SET a de ser menor als 10 nm. A més, un dels avantatges del SET és que el seu procés de fabricació és compatible amb el dels dispositius MOS, fet que fa que puguin ser fabricats conjuntament. D'aquesta manera és interessant fabricar circuits CMOS-SET, fet que proporcionarà un major corrent final al dispositiu pels circuits híbrids CMOS-SET (Fig. 2). Cal tenir present que la fabricació de dispositius en aquest rang de dimensions no és trivial fet pot amenaçar la viabilitat de fabricació d'un SET.

## Noves propostes de fabricació
En el context de fabricar un SET operatiu a RT, cal destacar que recentment (2016) la Unió Europea (EU) ha donat un impuls amb la concessió d'un projecte, de quatre anys, centrat en l'exploració de noves vies de fabricació d'un SET, IONS4SET Arxivat 2020-06-07 a Wayback Machine. (#688072). Aquest projecte també cerca la viabilitat de fabricar circuits SET-FET operatius a temperatura ambient. El principal objectiu és el disseny d'un procés de fabricació per a produir en massa els SET, fet que podria estendre l'ús del circuit SET-FET. Cal tenir present que per assegurar la operativitat a RT caldrà que el punt quàntic sigui menor a 5 nm i localitzat entre font i drenador amb unions túnel de pocs nanómetres. Avui dia no existeix un procés de fabricació fiable, i es per això de la rellevància del projecte que promou la EU.